# Manordeifi Old Church
Koordinaten: 52° 3′ 30,2″ N, 4° 35′ 7,8″ W

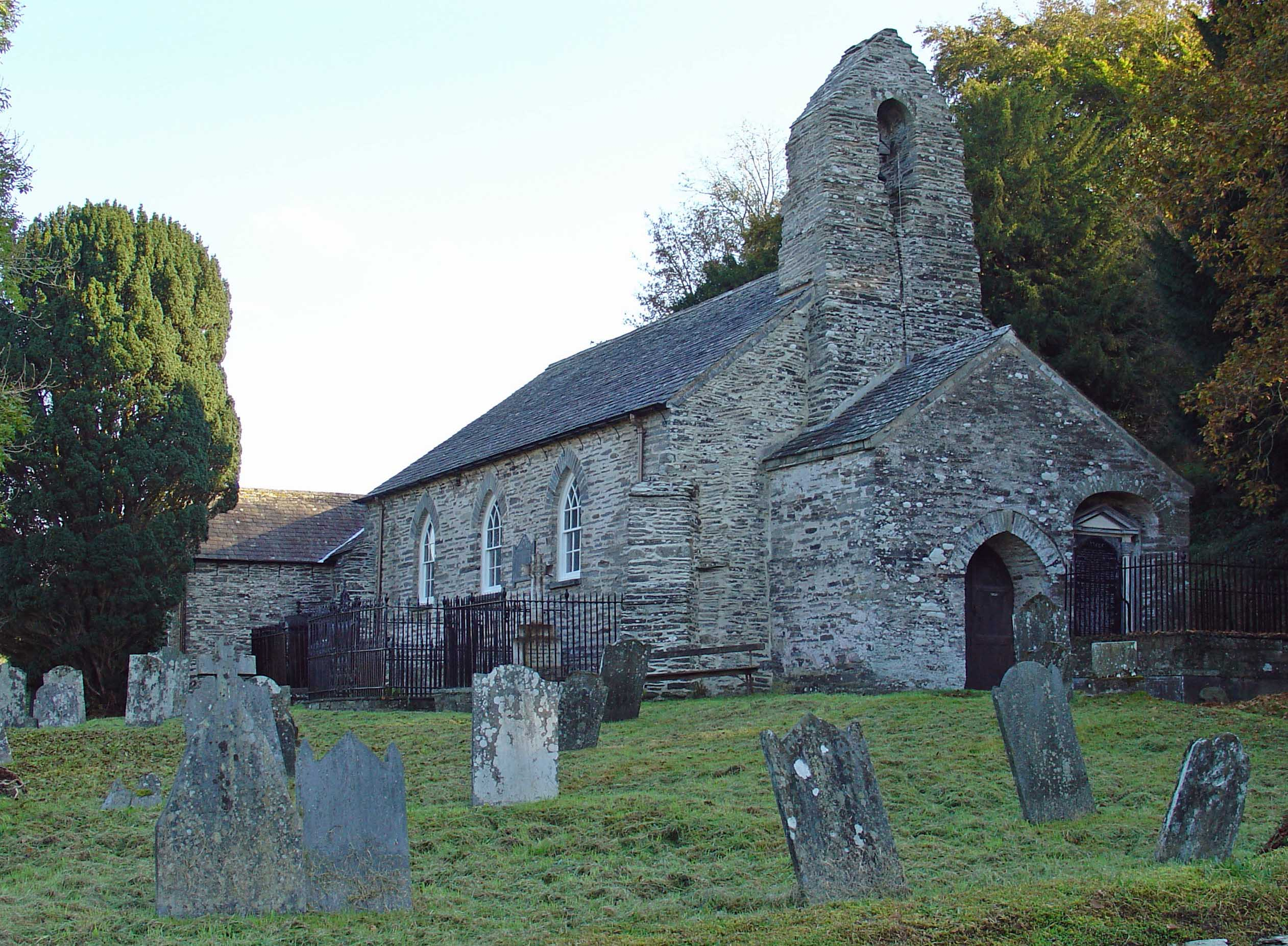
Manordeifi Old Church von Nordwesten

Die Manordeifi Old Church ist ein nicht mehr genutztes Kirchengebäude in Manordeifi, Pembrokeshire, Wales. Siw wurde von Cadw im Grade II* in die Statutory List of Buildings of Special Architectural or Historic Interest aufgenommen und wird von den Friends of Friendless Churches unterhalten. Die Kirche steht in der Nähe des River Teifi und die Gläubigen wurden manchmal in der Kirche vom Ansteigen des Flusses überrascht. Sie wurden dann in einer Coracle übergesetzt, die aus diesem Grunde an der Veranda der Kirche vorhanden war. Der Wasserstand des Flusses steigt nicht mehr und die Kirche dient nicht mehr zu regelmäßigen Gottesdiensten, doch die Tradition, ein Boot zur Verfügung zu haben, wurde beibehalten. Als das Ruderboot gestohlen wurde, sammelten die Ortsansässigen Geld, um ein neues Boot zu beschaffen.

## Geschichte
Man geht davon aus, dass an der Stelle dieser Kirche seit dem 6. oder 7. Jahrhundert eine Kirche stand, die dem keltischen Heiligen Llawddog geweiht war. Von einer Inschrift auf der Glocke lässt sich ferner schließen, dass die Kirche später Laurentius von Rom geweiht wurde. Als die Pfarrgemeinde im 12. Jahrhundert eingerichtet wurde, änderte sich das Patrozinium zum Heiligen David. Das Kirchenschiff und der Altarraum der heutigen Kirche stammen aus dem 13. bis 14. Jahrhundert, die Veranda wurde später hinzugefügt. Das Gebäude wurde vermutlich im 18. Jahrhundert verändert und zwischen 1835 und 1844 instand gesetzt. Als Pfarrkirche aufgegeben wurde die Kirche 1899. 1905 und erneut zwischen 1948 und 1973 wurde das Bauwerk renoviert. Seit 2002 kümmern sich die Friends of Friendless Churches um das Gebäude.

## Architektur
Die gotische Kirche ist aus Steinen gebaut und hat Dächer aus Schiefer. Der Grundriss besteht aus dem Kirchenschiff und dem Altarraum, einer großen Veranda im Westen, der Sakristei im Norden und einem einzelnen Glockenstuhl am westlichen Ende. Das Innere der Kirche ist verputzt und mit Kalkweiß gestrichen. Der Boden des Kirchenschiffes ist mit Schieferplatten ausgelegt und in Altarraum befindet sich eine dreiseitig offenen Altarplattform. Die Kirchen enthält ein Kastengestühl, von denen vier etwas größer sind und wohl den etwas bedeutenderen örtlichen Familien gedient haben; die beiden östlichsten sind mit Feuerstellen ausgestattet. Ansonsten besteht die Bestuhlung aus offenen Kirchenbänken. Die Kanzel ist schlicht und in eine der Kirchenbänke gebaut. Das Taufbecken ist quadratisch auf einem runden Schaft und einer quadratischen Basis. Das Taufbecken stammt aus dem 13. Jahrhundert, die Glock entstand im 15. Jahrhundert. In der Kirche befinden sich einige Grabmonumente, eines davon erinnert an Charles Colby, dessen Tötung eines Tigers in Indien im Jahr 1852 erwähnt wird.

## Belege
1. 1 2 3 4  Manordeifi Old Church. Historic Wales (Cadw), archiviert vom Original am 19. Juli 2011; abgerufen am 31. August 2010 (englisch).  Info: Der Archivlink wurde automatisch eingesetzt und noch nicht geprüft. Bitte prüfe Original- und Archivlink gemäß Anleitung und entferne dann diesen Hinweis.
2. 1 2 3  Manordeifi Old Church. Friends of Friendless Churches, archiviert vom Original am 1. Juli 2011; abgerufen am 31. August 2010 (englisch).  Info: Der Archivlink wurde automatisch eingesetzt und noch nicht geprüft. Bitte prüfe Original- und Archivlink gemäß Anleitung und entferne dann diesen Hinweis.
3. 1 2  Nigel Yates: History of Manordeifi. Friends of Friendless Churches, 2003, archiviert vom Original am 1. Juli 2011; abgerufen am 31. August 2010 (englisch).  Info: Der Archivlink wurde automatisch eingesetzt und noch nicht geprüft. Bitte prüfe Original- und Archivlink gemäß Anleitung und entferne dann diesen Hinweis.
4. 1 2  Catherine Larner: Brought back from neglect and decay. In: Church Times. Nr. 7527, 15. Juni 2007 (englisch, churchtimes.co.uk [abgerufen am 31. August 2010]).
5. ↑  Historic, Celtic Welsh Church – Manordeifi Parish Church. Historic Churches of Wales, archiviert vom Original am 3. Mai 2011; abgerufen am 31. August 2010 (englisch).  Info: Der Archivlink wurde automatisch eingesetzt und noch nicht geprüft. Bitte prüfe Original- und Archivlink gemäß Anleitung und entferne dann diesen Hinweis.